# چاه عمیق سید مجتبی
چاه عمیق سید مجتبی یک منطقهٔ مسکونی در ایران است که در دهستان مه‌ولات جنوبی واقع شده‌است.